# Lenguaje pegamento
Un lenguaje pegamento, del inglés glue language, es en informática un lenguaje de programación usado para unir componentes de software (intercambiar datos entre ellos, llamar a sus métodos, etc.) que en un principio no se diseñaron expresamente para interactuar entre ellos.
Por ejemplo, el lenguaje Perl se usa para entornos web.
- Datos: Q1017082